# Tetraponera capensis
Tetraponera capensis é uma espécie de formiga do gênero Tetraponera, pertencente à subfamília Pseudomyrmecinae.